# Valentino Garavani

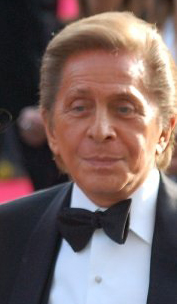
Valentino Garavani (2007)

Valentino Clemente Ludovico Garavani (* 11. Mai 1932 in Voghera), international bekannt als Valentino, ist ein italienischer Modeschöpfer und Gründer des Modeunternehmens Valentino SpA.
Bekannt wurde Valentino ab Mitte der 1960er Jahre mit eleganten Haute Couture Abendroben, die eine prominente Käuferschaft anzogen, und mit einem in seinen Kollektionen oft verwendeten leuchtenden Rot, dem sogenannten Valentino-Rot. Nach der Übernahme durch eine Beteiligungsgesellschaft verließ Valentino sein Unternehmen, welches unter anderer Leitung bis heute besteht, im Jahr 2008.

## Werdegang
Valentino Garavani absolvierte das Abitur und beschäftigte sich nach seinem Schulabschluss mit Mode, indem er in Mailand Kurse in Modezeichnen besuchte. Im Jahr 1949 gewann er als Siebzehnjähriger ein Stipendium der Pariser Haute Couture Gewerkschaft und ließ sich 1950 zum Modedesigner ausbilden. Danach war er für fünf Jahre im Atelier von Modemacher Jean Dessès beschäftigt. Nach einiger Zeit wechselte er für zwei Jahre ins Atelier von Guy Laroche, anschließend kehrte er in seine italienische Heimat zurück. In Rom gründete er schließlich 1959 sein eigenes Modehaus – eine seiner ersten Kundinnen war Elizabeth Taylor, die sich für Dreharbeiten in der Stadt aufhielt. In Giancarlo Giammetti fand Valentino nicht nur den passenden Geschäftsführer für sein Unternehmen, sondern auch seinen Lebenspartner. Garavani selbst war in seiner Firma als kreativer Modedesigner tätig. Seine Modeschöpfungen wurden schnell weltweit bekannt und mit vielen Preisen ausgezeichnet. Garavani nannte sich in der Modewelt bald nur noch Valentino, und unter diesem Namen wurde seine Mode ein weltweiter Begriff.
Während seiner langen Karriere als Modedesigner kleidete Valentino zahlreiche Stars ein, darunter ab 1964 Jacqueline Kennedy Onassis, die er im Jahr 1968 auch für ihre Hochzeit mit dem griechischen Milliardär Aristoteles Onassis ausstattete. Neben seinem Erfolg in der Modewelt entwickelte sich Valentino außerdem zu einem angesehenen Geschäftsmann. Das Unternehmen belieferte bald weltweit um die 560 Geschäfte und betrieb ca. 60 ausgewählte Boutiquen. Im Jahr 1991 fand eine Retrospektive zu seinem Modeschaffen im Kapitolischen Museum in Rom statt. In Begleitung dieser Veranstaltung entstand das Buch mit dem Titel Valentino. Thirty Years of Magic, das seine Design-Kunst ausführlich dokumentiert.
Des Weiteren entwarf Valentino Damen-Parfüms und andere Accessoires. Im Jahr 1980 benannte der italienische Kraftfahrzeughersteller Alfa Romeo ein bronzefarbenes Sondermodell des Alfasud, dessen Kaufpreis eine Valentino-Handtasche und eine Dokumentenmappe beinhaltete, nach ihm Alfasud Valentino. 1990 gründete Valentino einen Verein zur Bekämpfung der Immunkrankheit Aids.
Im Jahr 1998 verkaufte Valentino sein Unternehmen an den italienischen Gemischtwarenkonzern HdP (Holding di Partecipazioni Industriali), dessen Tochtergesellschaft GFT bereits seit Jahren Lizenzpartner von Valentino gewesen war, für eine Summe von 270 Millionen Euro. Obwohl der Verkauf auf Valentinos Initiative hin vollzogen wurde, weinte er bei der Vertragsunterzeichnung. Valentino unterschrieb allerdings zusätzlich einen Fünfjahresvertrag als Berater und blieb damit Chefdesigner des Hauses. Im Jahr 2001 rutschte die Modemarke Valentino jedoch in die Verlustzone. 2002 übernahm die italienische Marzotto-Gruppe das Unternehmen Valentino von HdP für 240 Mill. Euro (wovon 204 Mill. Verbindlichkeiten waren, der Kaufpreis betrug lediglich 36 Mill. Euro) und gründete 2005 die Valentino Fashion Group. Valentinos Vertrag wurde um weitere fünf Jahre verlängert. Im Jahr 2006 wurde Valentino zum Ritter der französischen Ehrenlegion ernannt. Im Oktober 2007 kündigte Valentino für Januar 2008 seinen Rückzug aus der Modewelt an, nachdem die britische Beteiligungsgesellschaft Permira die Mehrheit an seinem Unternehmen erworben hatte und sein Vertrag als Designer nicht verlängert worden war. Permira setzte neue Designer ein und stellte einige Marken innerhalb des Valentino-Portfolios ein. Seither erscheinen Valentino und Giammetti bisweilen als geladene Gäste bei den Valentino-Modenschauen.

## Ehrungen
- 6. Juli 2006 Ritter der Ehrenlegion
- Médaille de la Ville de Paris

## Privatleben
Valentino Garavani hatte 2006 einen Cameo-Auftritt im Film Der Teufel trägt Prada an der Seite von Meryl Streep und Anne Hathaway. Auf den Filmfestspielen von Venedig wurde 2008 der Dokumentarfilm Valentino: The Last Emperor uraufgeführt. Der Film entstand von 2005 bis 2007 unter der Regie des Vanity-Fair-Journalisten Matt Tyrnauer und behandelt die letzten Arbeitsjahre Valentinos und seine Beziehung zu Giancarlo Giammetti.
Valentino häufte über die Jahre ein immenses Privatvermögen an, zu dem auch ein beachtlicher Immobilien-Besitz gehört. Zu seinen Privat-Wohnsitzen zählen der Palazzo Gabrielli-Mignanelli in Rom (neben der Piazza di Spagna gelegen, ehemals auch Hauptsitz der Valentino SpA), eine Villa an der Via Appia Antica ebenso vor den Toren der Stadt, eine Villa auf Capri (2010 verkauft), ein Stadthaus im Londoner Stadtteil Holland Park, das Schloss Château de Widewille vor den Toren von Paris unweit von Plaisir, das Chalet Gifferhorn in Gstaad und ein Apartment in Manhattan mit Blick auf den Central Park.
Valentino ist seit 1982 mit dem amerikanischen Schmuck-Designer und Ex-Model Bruce Hoeksema liiert.

## Kreationen
Die Kreationen des italienischen Designers standen für höchste Eleganz und außergewöhnlichen Stil. Valentino bevorzugte ein einfaches Design, gerne in den Farben weiß, schwarz oder rot. Das markanteste Zeichen seiner Mode war die Ausstattung mit Perlen- und Paillettenstickerei sowie mit goldener Spitze oder Silber. Anregungen zu seiner modischen Stilsprache und seinem Design holte er sich aus Werken der Bildenden Kunst. 1990 gründete er die Accademia Valentino in Rom, die der italienischen Kunst gewidmet ist.